# Gaby Mellado
Gabriela Mellado Villa (* 14. Juni 1992 in Orizaba, Veracruz), besser bekannt unter ihrem Künstlernamen Gaby Mellado, ist eine mexikanische Schauspielerin. 

## Leben
Erstmals wirkte Mellado in einer 2008 produzierten Folge der Telenovela En nombre del amor mit, an deren Entstehung unter anderem der ehemalige mexikanische Fußballnationalspieler Cuauhtémoc Blanco beteiligt war. Anschließend bekleidete sie in der Verkörperung der Lily Treviño eine feste Rolle in der 2010 abgedrehten Fernsehserie Zacatillo un lugar en tu corazón und wurde als „Beste Nachwuchsdarstellerin“ nominiert. Nachdem sie auch in weiteren mexikanischen Fernsehserien mitgewirkt hatte, ging sie 2015 nach Los Angeles, um ihre schauspielerische Ausbildung zu vertiefen. 2017 wirkte sie erstmals in der Hauptrolle eines Spielfilmes mit dem Titel An American Funeral mit. 

## Filmografie (Auswahl)

### Spielfilme
- 2017: An American Funeral
- 2020: Más Allá de la Herencia

### Fernsehserien
- 2008: En nombre del amor (1 Episode)
- 2010: Zacatillo un lugar en tu corazón (53 Episoden)
- 2010: La rosa de Guadalupe (1 Episode)
- 2010/11: Triunfo del amor (43 Episoden)
- 2011: Amorcito corazón (2 Episoden)
- 2013: Corazón indomable (73 Episoden)
- 2013/14: Qué pobres tan ricos (167 Episoden)
- 2015: Lo imperdonable (121 Episoden)
- 2017: El vuelo de la Victoria (71 Episoden)
- 2019: Nosotros los guapos (1 Episode)
- 2020: Sin miedo a la verdad (3 Episoden)
- 2021: La Desalmada (85 Episoden)

## Trivia
- Gaby Mellado besuchte zumindest einmal ein Fußballspiel ihres Heimatvereins Albinegros de Orizaba, dessen Trikot sie auch bei dieser Gelegenheit trug.[3]